# Kuwon
Kuwon is een bestuurslaag in het regentschap Magetan van de provincie Oost-Java, Indonesië. Kuwon telt 3330 inwoners (volkstelling 2010).